# Ciamites
Ciamites ou Kyamites (grego Κυαμίτης do κύαμος "feijão") foi um herói da religião grega antiga, adorado localmente em Atenas.
Seu nome foi interpretado como "o deus dos feijões e consumidor do mercado de feijões", dado que um mercado de feijões (κυαμῖτις) foi relatado por Plutarco como estando situado na mesma estrada, não muito longe do santuário.
Kyamites era provavelmente um nome para Hades.
Quando Hades roubou Perséfone (que era a deusa da terra e da agricultura e era filha de Zeus e Deméter) para ser sua esposa, sua mãe interrompeu toda a agricultura na região (visto que tinha este poder) até encontrar a filha. Mas havia um agricultor que vivia de plantar feijões e Deméter, vendo que não havia perigo nisto, deixou-o e se tornou deus dos feijões.